# داوودآباد (شوش)
داوودآباد یک روستا در ایران است که در شهرستان شوش استان خوزستان واقع شده‌است. داوودآباد ۸۴ نفر جمعیت دارد.

## جمعیت
این روستا در دهستان بن معلی قرار دارد و براساس سرشماری مرکز آمار ایران در سال ۱۳۸۵، جمعیت آن ۸۴ نفر (۲۱ خانوار) بوده‌است.